# Love and a Savage
Love and a Savage è un cortometraggio muto del 1915 diretto da Al Christie e interpretato dalla diciottenne Betty Compson al suo quarto film.

## Produzione
Il film fu prodotto dalla Nestor Film Company.

## Distribuzione
Distribuito dalla Universal Film Manufacturing Company, il film uscì nelle sale cinematografiche USA il 20 dicembre 1915.